# Сарана (фільм, 2005)
«Сарана» (англ. Locusts: The 8th Plague) — американський фільм 2005 року.

## Сюжет
Жахливі полчища сарани випадково вириваються з секретної лабораторії назовні. Армія комах знищує все на своєму шляху. Паніка зростає. У небезпеці величезна кількість людей і вчені терміново повинні придумати спосіб, за допомогою якого можна буде перемогти цю армію.

## У ролях
- Джулі Бенц — Вікі
- Ден Кортезе — Кольт Дентон
- Девід Кіт — Гері
- Кірк Б.Р. Воллер — агент Грег Баллард
- Джефф Фейгі — Расс Сноу
- Атанас Сребрев — Гендерсон
- Наум Шопов — Кайл
- Хрісто Мітцков — Білл
- Маріанна Станічева — Джина
- Джефф Ренк — Одем
- Параскева Джукелова — агата
- Джуліан Вергов — лікар швидкої допомоги
- Наташа Рот — Нетті
- Пол Джошуа Рубен — тато
- Райан Спайк Даунер — технік 1
- Владо Мажанаов — технік 2
- Владо Колєв — солдат
- Захарі Бахаров — вуличний проповідник
- Гаррі Анічкін — командир національної гвардії
- Нікі Ілієв — гвардієць
- Веліслав Павлов — пілот
- Марія Станчева — реєстратор
- Джим Кларк — репортер
- Іво Сімеонов — технік
- Марк Ваткінс — Граймс
- Єва Кросбі — медсестра